# Лідвуй (Пайгусовське сільське поселення)
Лідву́й (рос. Лидвуй, марій. Лидывуй) — присілок у складі Гірськомарійського району Марій Ел, Росія. Входить до складу Пайгусовського сільського поселення.

## Населення
Населення — 27 осіб (2010; 22 у 2002).
Національний склад (станом на 2002 рік):
- гірські марійці — 100 %